# Кровавый водопад
Крова́вый водопа́д — кроваво-красный от большого содержания оксида железа поток, вытекающий из ледника Тейлора в Сухих долинах Мак-Мердо в Восточной Антарктиде.
Богатая железом солёная вода спорадически выходит из небольшой трещины в ледяном водопаде на ледяную шапку подлёдного озера Бонни. Источником воды является озеро, покрытое 400 метрами льда, удалённое на несколько километров от водопада. Это озеро сформировалось, когда сухие долины были затоплены морской водой, а после отступления воды и наступления льда 4—1,5 миллиона лет назад оно оказалось закрытым толстым слоем льда. Солёность воды в озере превышает таковую в океане в четыре раза, поэтому вода не замерзает даже при −10 °C.
Красноватое месторождение было открыто в 1911 году австралийским геологом Гриффитом Тейлором. Первые исследователи Антарктиды объяснили красный цвет красными водорослями, однако позже было доказано, что цвет появляется от окислов железа, являющихся следствием уникального метаболического цикла. Проанализировав химический и изотопный состав в потоках воды, вытекающей из озера, группа учёных под руководством Джилл Микукки из Гарвардского университета смогла доказать, что это озеро заселено микроорганизмами, которые в отсутствие солнечного света, необходимого для фотосинтеза, а также питательных веществ, поступающих извне, получают жизненную энергию, восстанавливая растворенные в воде сульфаты до сульфитов с последующим их окислением ионами трёхвалентного железа, поступающего в воду из донного грунта.
Обнаруженная экосистема позволяет астробиологам строить предположения о возможности сохранения жизни в аналогичных условиях на других планетах Солнечной системы. Например, под ледяными шапками Марса или в океанах спутника Юпитера — Европы.